# 트리오 로스 판초스

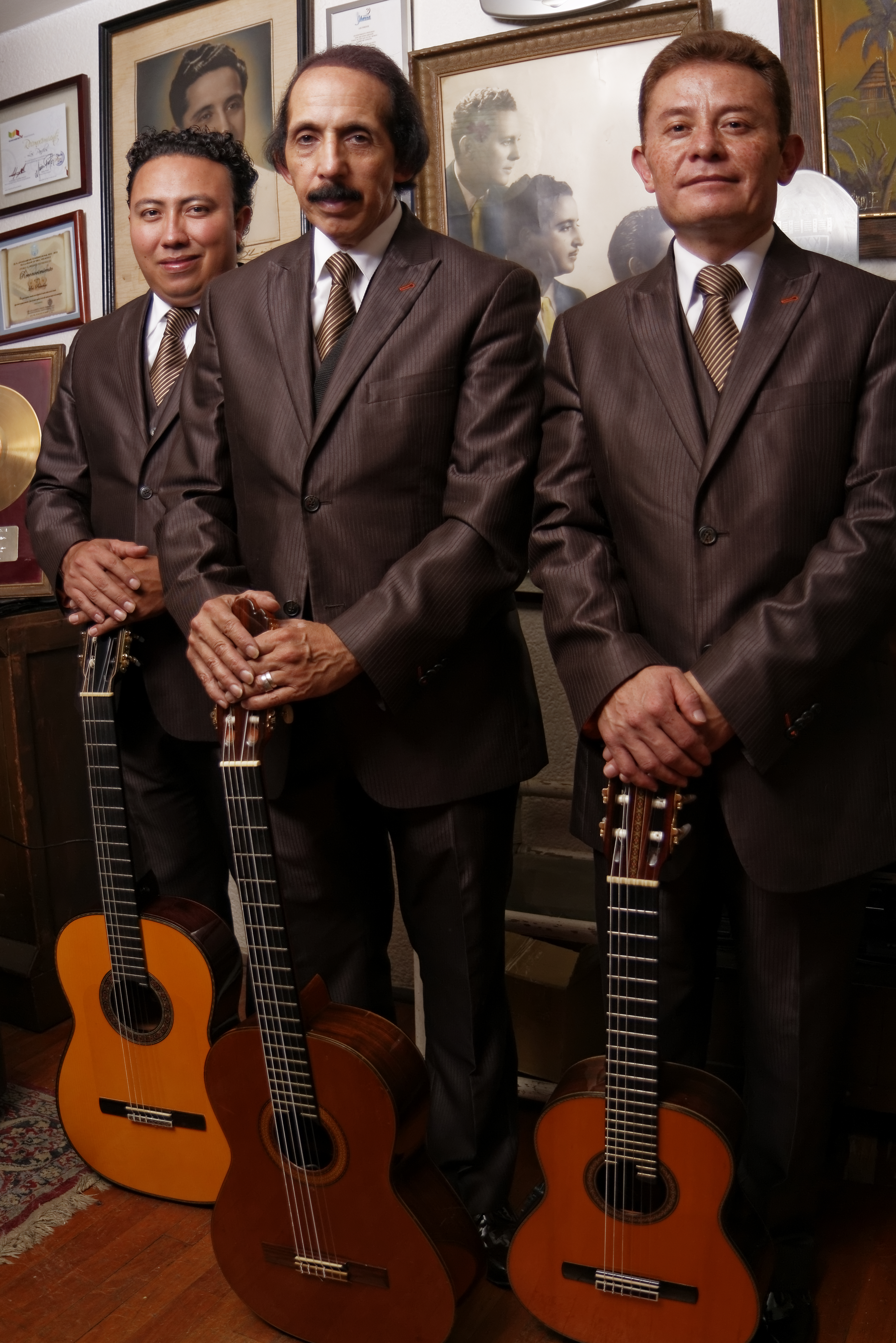

트리오 로스 판초스(Trio Los Panchos)는 멕시코인과 푸에르토리코인과 볼리비아인으로 구성되었던 미국의 음악 그룹이다. 알프레도 힐, 추초 나바로, 에르난도 아비레스가 1944년에 뉴욕에서 결성한 뒤 볼레로를 주요한 레퍼토리를 연주하여 성공을 거두었다. 1951년에 아비레스가 탈퇴하였으며, 얼마 후에는 라울 샤 모레노가 탑 보이스를 담당하였으나 다음 해인 1952년에는 훌리토 로드리게스가 대신하여 판초스의 황금시대를 쌓았다. 1956년부터 1958년까지 아비레스가 다시 복귀하여 주장을 맡은 뒤 조니 앨비노가 교체되었고 줄곧 활동을 계속한 후 1966년에 알비노가 독립하여 엔리케 카세레스가 그 후임자가 되었다. 판초스의 멤버 가운데에 끝까지 있었던 힐과 나바로는 멕시코 인이었으나 아비레스, 로드리게스, 앨비노와 같은 역대 탑 보이스는 푸에르토리코 인이며, 로르 쇼가 볼리비아 인으로 최신 멤버의 카세레스를 맞아 비로소 멕시코 인만으로 구성된 트리오가 되었다. 이와 같은 사실은 이 트리오가 순수하게 멕시코 적인 색채를 내세우는 것을 피하여 국제적 감각을 지닌 라틴 음악 트리오의 길을 걸어왔음을 말하고 있다. 그리고 이것이 또한 판초스가 성공한 하나의 원인이 되었다.